# Yes, And?
«Yes, and?» (з англ. Так, і?) — сингл американської співачки Аріани Ґранде для її майбутнього сьомого студійного альбому. Пісня вийшла 12 січня 2024 року на лейблі Republic Records.

## Історія
У листопаді 2021 року, через понад рік після випуску її комерційно успішного і добре прийнятого шостого студійного альбому «Positions» (2020), Гранде отримала роль Глінди в екранізації бродвейського мюзиклу «Зла». Наприкінці 2021 року вона також працювала тренером у 21-му сезоні шоу «Голос». У травні 2022 року вона заявила, що не записуватиме ще одного альбому, доки не закінчать знімань фільму «Зла» (2024). У жовтні 2023 року Гранде поділилася у своєму Інстаграмі фотознімком зі шведським продюсером і давнім соратником Максом Мартіном.
7 і 17 грудня 2023 року Гранде поділилася кількома фотографіями і відеороликами, на яких вона і члени її команди працюють у студіях звукозапису і редагують аудіофайли. 27 грудня співачка підтвердила вихід альбому 2024 року у своєму акаунті в Instagram.
Починаючи з 4 січня 2024 року вона натякала на назву заголовного синглу, носячи поза домом толстовку з написом «Yes, And?». Підтвердження цьому було отримано 7 січня, коли її інтернет-магазин відкрив передзамовлення на фізичні копії синглу.